# Aloe macrosiphon
Aloe macrosiphon ist eine Pflanzenart der Gattung der Aloen in der Unterfamilie der Affodillgewächse (Asphodeloideae). Das Artepitheton macrosiphon leitet sich von den griechischen Worten makros für ‚groß‘ sowie siphon für ‚Röhre‘ ab und verweist auf die großen Blüten.

## Beschreibung

### Vegetative Merkmale
Aloe macrosiphon wächst stammlos, sprosst und bildet dichte Klumpen. Die etwa 16 lanzettlich verschmälerten Laubblätter bilden eine dichte Rosette. Die glänzend dunkelgrüne, manchmal rötlich braun überhauchte Blattspreite ist 50 bis 70 Zentimeter lang und 5 bis 10 Zentimeter breit. Sie ist mit zahlreichen, trübweißen bis hellgrünen verlängerten Flecken besetzt. Auf der Blattunterseite sind die Flecken kleiner. Die Blattoberfläche ist glatt. Die stechenden, braun gespitzten Zähne am Blattrand sind 2 bis 5 Millimeter lang und stehen 8 bis 15 Millimeter voneinander entfernt. Der gelbe Blattsaft trocknet bräunlich.

### Blütenstände und Blüten
Der Blütenstand weist acht bis zehn Zweige auf und erreicht eine Länge von 100 bis 150 Zentimeter. Die ziemlich dichten, zylindrisch spitz zulaufenden Trauben sind bis zu 20 Zentimeter lang und 6 Zentimeter breit. Die eiförmig-spitzen, weißen Brakteen weisen eine Länge von 10 bis 15 Millimeter auf und sind 8 Millimeter breit. Die leuchtend rosaroten Blüten sind an ihrer Mündung hell gelblich und stehen an 10 Millimeter langen Blütenstielen. Sie sind 27 bis 33 Millimeter lang und an ihrer Basis kurz verschmälert. Auf Höhe des Fruchtknotens weisen die Blüten einen Durchmesser von 7 Millimeter auf. Darüber sind sie wenig verengt und schließlich zur Mündung erweitert. Ihre äußeren Perigonblätter sind auf einer Länge von 9 bis 11 Millimetern nicht miteinander verwachsen. Die Staubblätter und der Griffel ragen kaum aus der Blüte heraus.

### Genetik
Die Chromosomenzahl beträgt {\displaystyle 2n=14}.

## Systematik und Verbreitung
Aloe macrosiphon ist in Kenia, Ruanda, Tansania und Uganda meist im Schatten von Dickichten oder zwischen Felsen in Höhen von 1125 bis 1584 Metern verbreitet.
Die Erstbeschreibung durch John Gilbert Baker wurde 1898 veröffentlicht.
Synonyme sind Aloe mwanzana Christian (1940) und Aloe compacta Reynolds (1961).

## Nachweise